# Nicolas Sergueïev
Pour les articles homonymes, voir Sergueïev.
Nicolas Grigorievitch Sergueïev (en russe : Николай Григорьевич Сергеев ; en anglais : Nicholas Sergeyev) né à Saint-Pétersbourg le 27 septembre 1876 et mort à Nice le 23 mai 1951 ou (selon l'Encyclopædia Britannica) 15 septembre 1876 – 23 juin 1951) est un danseur de ballet et metteur en scène de ballet russe, puis metteur en scène en chef du ballet du théâtre Mariinsky de 1914 à 1918.

## Biographie
Il a étudié à l’école de théâtre de Pétersbourg. Parmi ses professeurs, on peut citer Vladimir Stepanov (Владимир Иванович Степанов, 1866 –  1896), le créateur du système de notation de la danse. Sergueïev a terminé l’école de théâtre de Pétersbourg en 1894 et a été immédiatement admis à la troupe de ballet du théâtre Mariinsky. En 1903, il en est devenu le metteur en scène, et en 1914 le metteur en scène en chef.
Il était passionné par la notation de la danse et a transcrit ainsi presque tout le répertoire du ballet du Mariinsky; comme les ballets de Marius Petipa, Lev Ivanov etc.
En 1918, après la Révolution, il a émigré et a pris avec lui toutes les notes de ballets. 
Il a travaillé dans divers théâtres d'Europe (Riga, Paris, Londres) et a retranscrit les ballets avec le système de notation du mouvement. Il a travaillé en Angleterre au Ballet International, à la fin de sa vie. Après sa mort, sa collection a appartenu à divers propriétaires, puis elle a été vendue en 1969 à l’Université Harvard.
Maintenant sa collection est dénommée en anglais la Nikolai Sergeev Dance Notations and Music Scores for Ballets et a été mise à la disposition de tous, les chorégraphes contemporains l'utilisent pour leurs spectacles.
Les notes des ballets de la Collection de Nicolas Sergueïev concernent entre autres les ballets suivants:
- Paquita de Petipa (musique de Deldevez) – 3 actes
- Giselle de Petipa, Coralli, Perrot (musique d'Adam) – 2 actes
- La Belle au bois dormant de Petipa (musique de Tchaïkovsky) – Prologue et 3 actes
- Casse-noisette Ivanov?; Petipa? (musique de Tchaïkovsky) – 2 actes/3 tableaux
- Le Réveil de Flore Petipa (musique de Drigo) – 1 acte
- La Fille mal gardée Petipa; Ivanov (musique de Hertel) – 3 actes/4 tableaux
- Le Lac des cygnes Petipa; Ivanov (musique de Tchaïkovsky; rev. Drigo) – 3 actes/4 tableaux
- Coppélia Petipa; Cecchetti? (musique de Delibes) – 2 actes
- Les Caprices du papillon Petipa (musique de Krotkov; rev. Drigo) – 1 acte
- Le Petit Cheval bossu Petipa; Saint-Léon (musique de Pugni, Drigo) – 4 actes/10 tableaux
- La Halte de la cavalerie Petipa (musique d'Armshiemer) – 1 acte
- Raymonda Petipa (musique de Glazounov) – 3 actes/4 tableaux
- Esmeralda Petipa; Perrot (musique de Pugni; rev. Drigo) – 3 actes/5 tableaux
- La Fille du pharaon Petipa (musique de Pugni) – 4 actes/7 tableaux
- Le Corsaire Petipa (musique d'Adam, etc.) – 3 actes/5 tableaux
- Les Millions d'Arlequin de Petipa (musique de Drigo) – 2 actes
- Les Ruses d'Amour Petipa (musique de Glazounov) – 1 acte
- Les Élèves de Dupré Petipa (musique de Vizentini) – 2 actes (la version  de L'Ordre du Roi de Petipa en 1886)
- La Bayadère Petipa (musique de Minkus) – 4 actes
- Le Roi Candaule (en russe : Tsar Candavl) Petipa (musique de Pugni; rev. Drigo) – 4 actes/6 tableaux
- Les petites pièces
- Les Ballets de 24 opéras
- La Forêt enchantée de Lev Ivanov (musique de Drigo) – 1 acte
- La Flûte magique Ivanov (musique de Drigo) – 1 acte
- La Fée des poupées des frères Nicolas Legat et Serge Legat (musique de Bayer, etc.) – 1 acte/2 tableaux
- Le Songe du rajah (1930 – une version de Nicolas Sergueïev de La Bayadère de Petipa)